# Puig Romaní (Sant Miquel Sesperxes)
El Puig Romaní és una muntanya de 932 metres que es troba en el terme municipal de Sant Martí de Centelles, a la comarca d'Osona.
Està situat a la part meridional del terme, a prop del límit amb l'antic poble de Bertí, del terme municipal de Sant Quirze Safaja. És al nord-est del Mas Bosc i a ponent de la masia de Bellavista Nova. És, de fet, l'extrem occidental de la Serra de Puig-arnau.